# Experimento sísmico pasivo

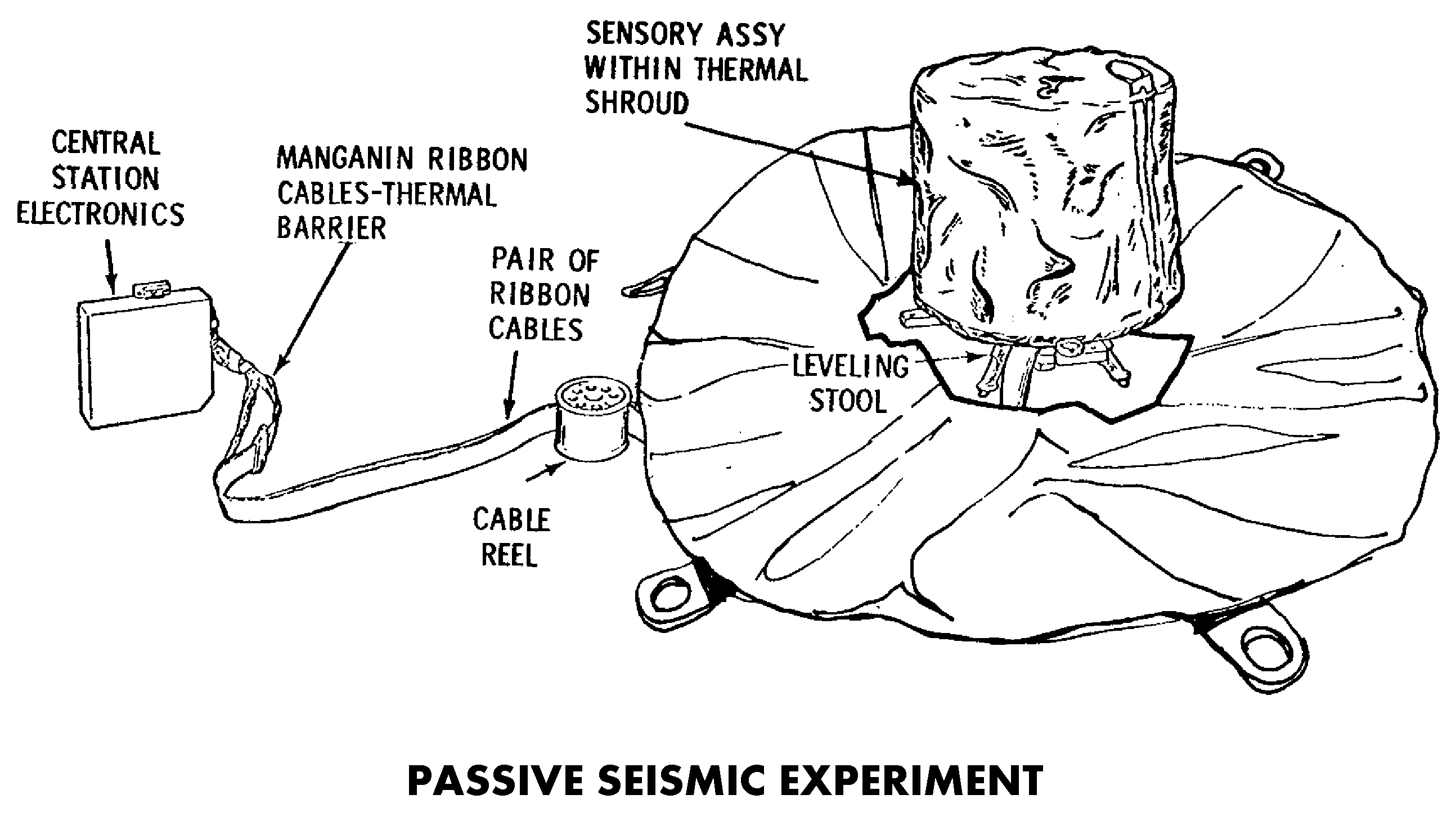
El Passive Seismic Experiment de las misiones Apolo 12-17

Los experimentos sísmicos pasivos (en inglés Passive Seismic Experiment) son una serie de experimentos sísmicos desplegados por las misiones Apolo en la Luna como parte de los experimentos del EASEP (Apolo 11) y ALSEP (misiones posteriores). Estos experimentos estudiaron la propagación de ondas sísmicas a través de la Luna y proporcionó la primera mirada detallada a la estructura interna de la Luna.

## Descripción
Durante la misión Apolo 11, el sismómetro era de mayor tamaño y contenía 2 paneles solares. Estos darían energía al aparato hasta la noche lunar. Durante las misiones posteriores, el aparato estaba conectado a un generador térmico de radioisopos que se encargaba de alimentarle de energía y solía aumentar las capacidades de supervivencia de este. El de las misiones posteriores al Apolo 11, estaba cubierto por una lámina reflectante.

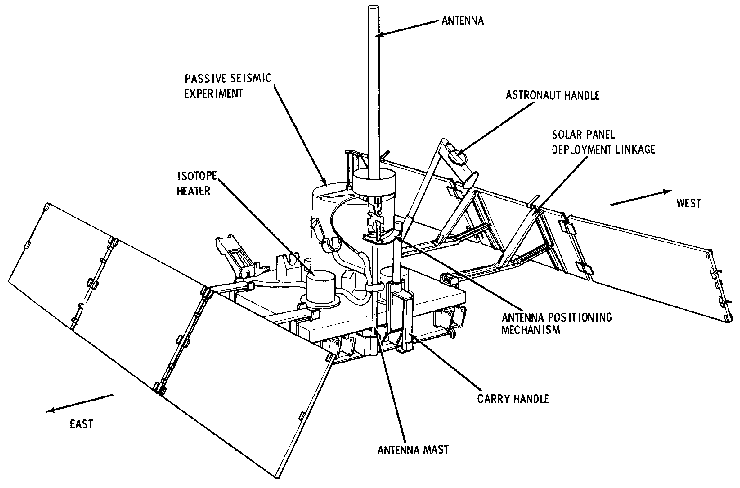
El Apollo Passive Seismic Experiment del Apolo 11

El sismómetro Apolo 11 devolvió datos durante solo tres semanas, pero proporcionó un primer vistazo útil a la sismología lunar. Se desplegaron sismómetros más avanzados en los lugares de aterrizaje del Apolo 12, 14, 15 y 16 y transmitieron datos a la Tierra hasta septiembre de 1977.

## Conclusiones de los experimentos
Gracias a los sismómetros, los científicos pudieron registrar alrededor de 100 a 200 impactos de meteoritos durante la vida útil de cada sismómetro.  Debido a que las ondas sísmicas de eventos distantes viajan más profundamente en la Luna que las ondas de eventos cercanos, al medir eventos a varias distancias del sismómetro, se puede determinar cómo varían las velocidades sísmicas con la profundidad en la Luna. A su vez, esta información puede usarse para estudiar la estructura interna de la Luna. La mayoría de los eventos observados por los sismómetros se debieron a terremotos o impactos de meteoritos. Sin embargo, las terceras etapas de varios cohetes Saturno V y las etapas de ascenso de varios módulos lunares se estrellaron deliberadamente en la Luna después de ser desechadas. Estos accidentes provocados por el hombre produjeron eventos sísmicos de tiempos y lugares conocidos y ayudaron a calibrar la red de sismómetros.
Los sismómetros revelaron que la Luna sí tiene actividad sísmica interna, además de que existen por lo menos cuatro tipos diferentes de sismos lunares: trepidaciones profundas a una distancia aproximada de 700 kilómetros por debajo de la superficie, causadas probablemente por mareas; vibraciones que provienen de impactos de meteoritos; temblores termales causados por la expansión de la corteza glacial al ser iluminada por el Sol de la mañana por vez primera, después de una noche lunar de congelación extrema y con una duración de dos semanas; y seísmos de poca profundidad a sólo 20 o 30 kilómetros por debajo de la superficie.

## Galería

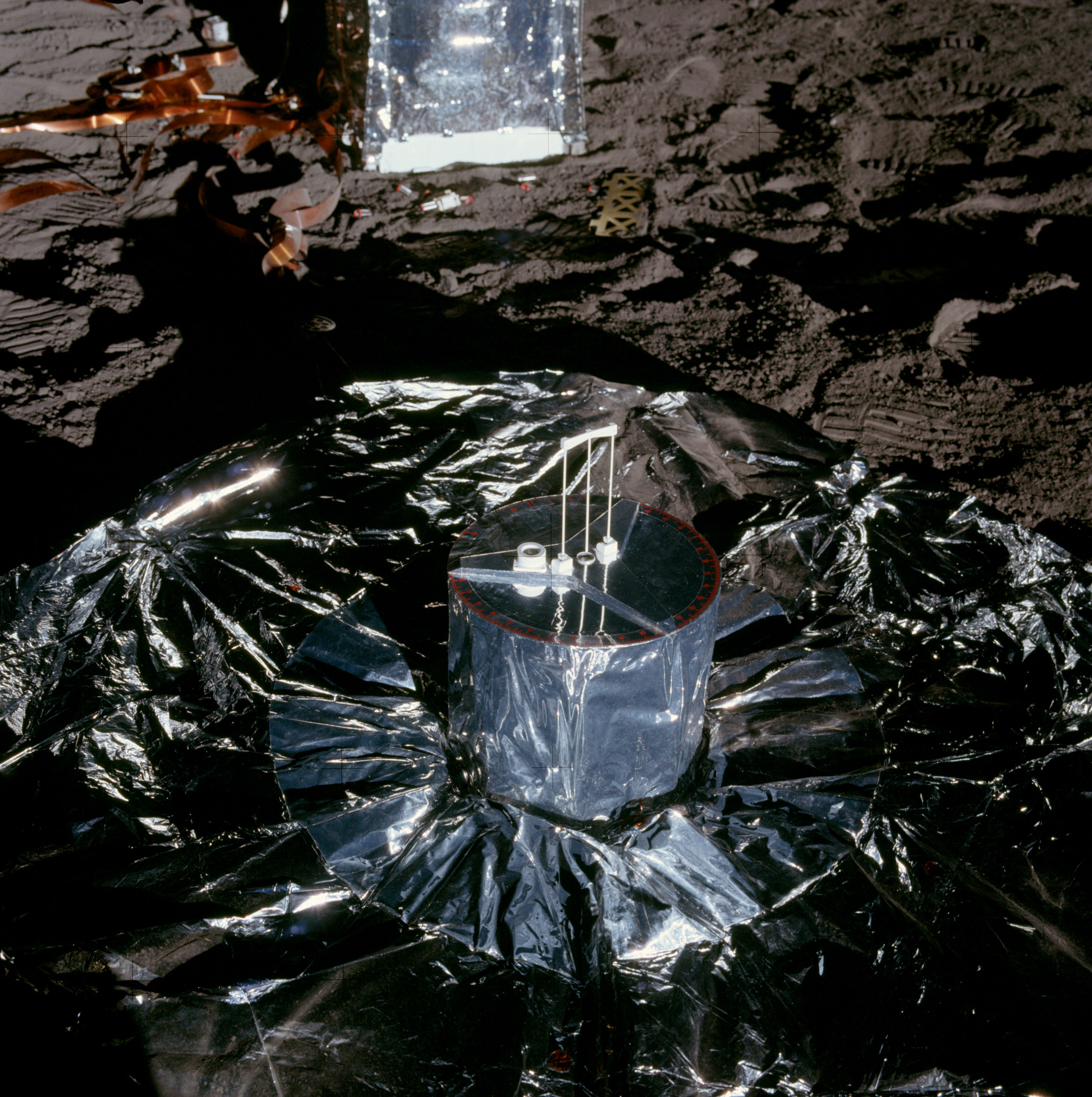
El Apollo Passive Seismic Experiment de las misiones Apollo 12-17
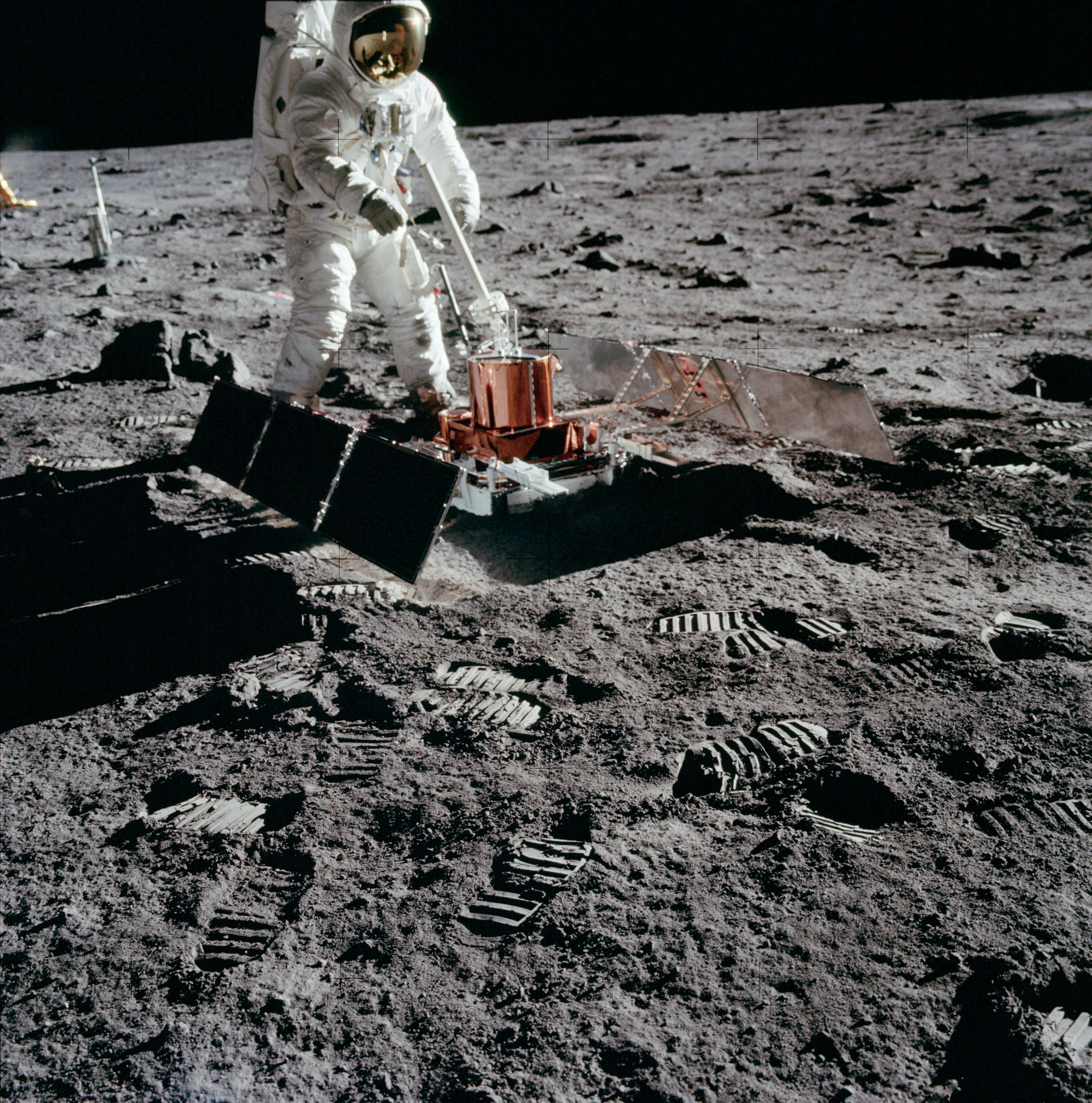
El sísmometro del Apollo 11
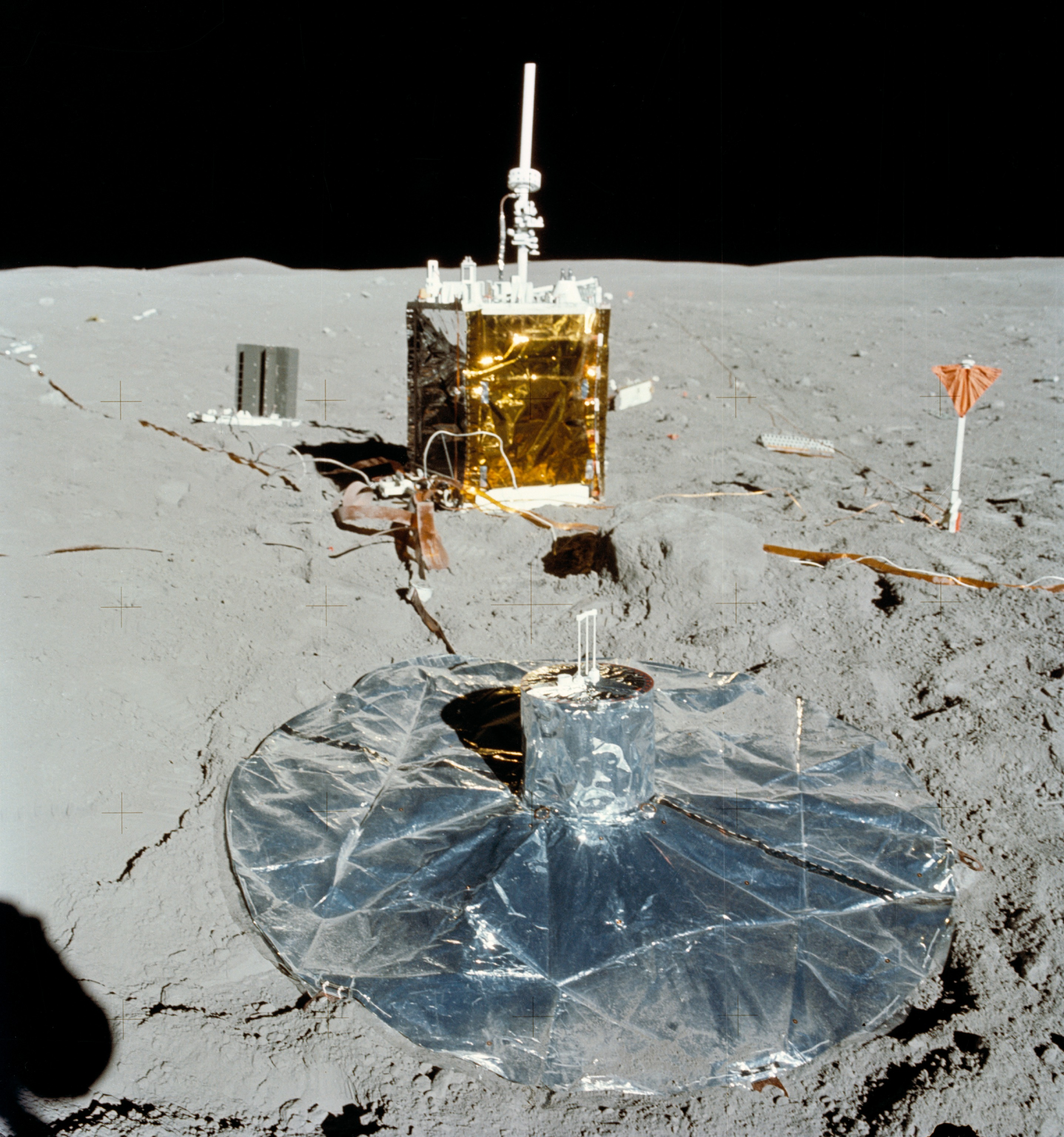
El Apollo Passive Seismic Experiment del Apollo 16. Se observa al fondo el generador térmico de radioisotopos.